# Dietsam
Dietsam ist eine Ortschaft und eine Katastralgemeinde der Marktgemeinde Pöggstall im Bezirk Melk in Niederösterreich. Die Ortschaft hat 98 Einwohner (1. Jänner 2024).

## Geografie
Das Dorf westlich von Pöggstall liegt knapp unterhalb von Würnsdorf an der linken Seite des Weitenbachs. Durch den Ort führt die Weitental Straße.

## Geschichte
Im Jahr 1822 wurde der Ort als Dorf mit 10 Häusern genannt, das nach Pöggstall eingepfarrt war, wohin auch die Kinder eingeschult wurden. Die Herrschaft Pöggstall besaß die Ortsobrigkeit, übte die Landgerichtsbarkeit aus, besorgte die Konskription und hatte die Grundherrschaft inne.
Laut Adressbuch von Österreich waren im Jahr 1938 in Dietsam ein Elektrizitätswerk, ein Hammerwerk und ein Tischler ansässig.